# Edin Bajrić (Künstler)

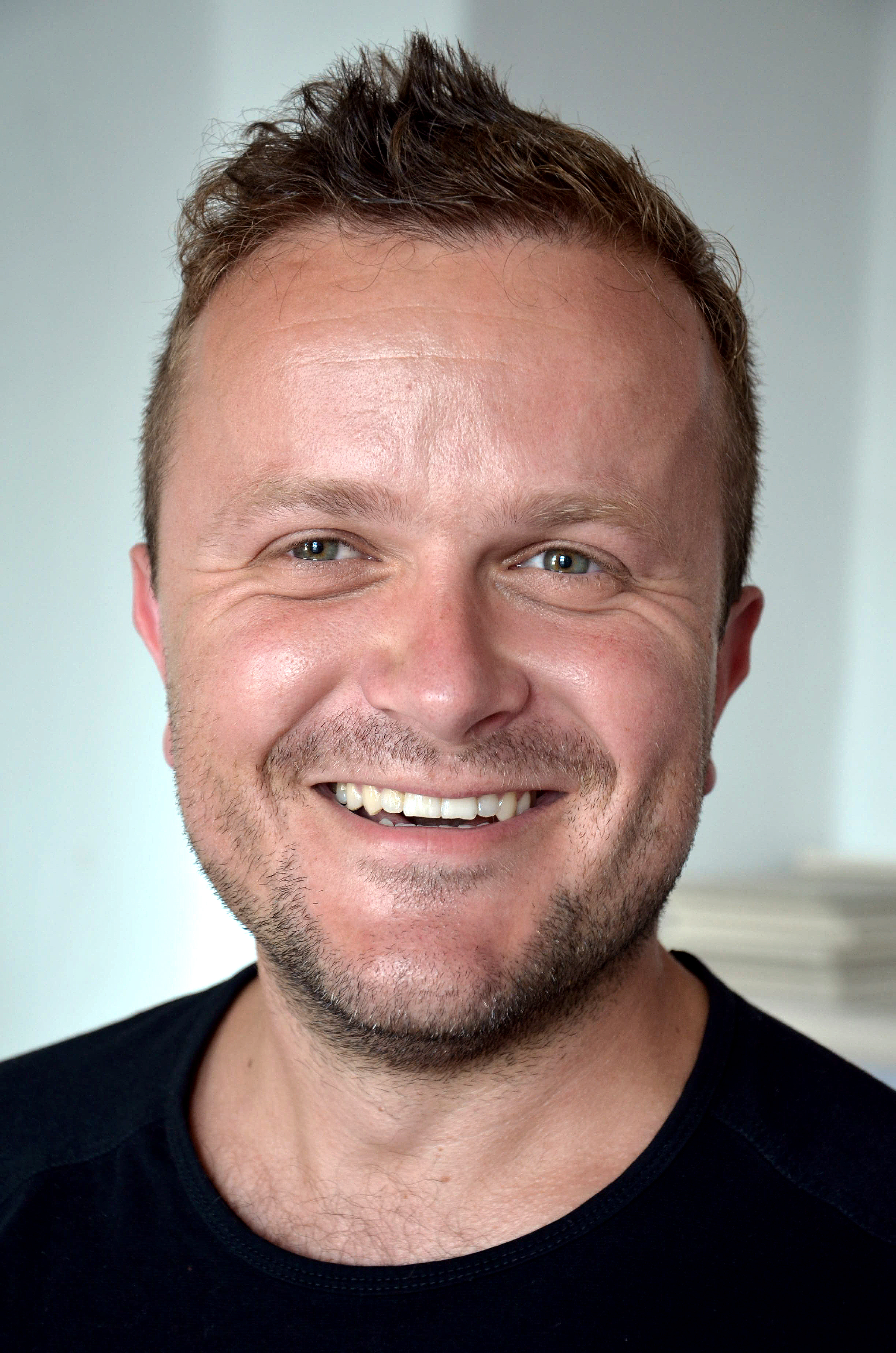
Edin Bajrić 2013 in seinem Gemeinschaftsatelier in der Goethestraße in Hannover

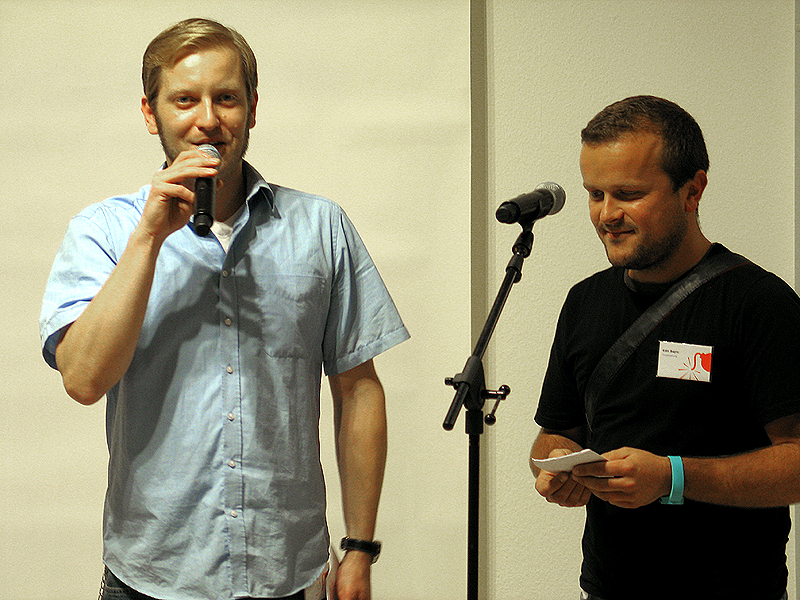
Von links: Christian Donner und Edin Bajrić bei der Eröffnungsrede zur Art-(f)-air 2012, der ersten „alternativen“ Kunstmesse in Hannover

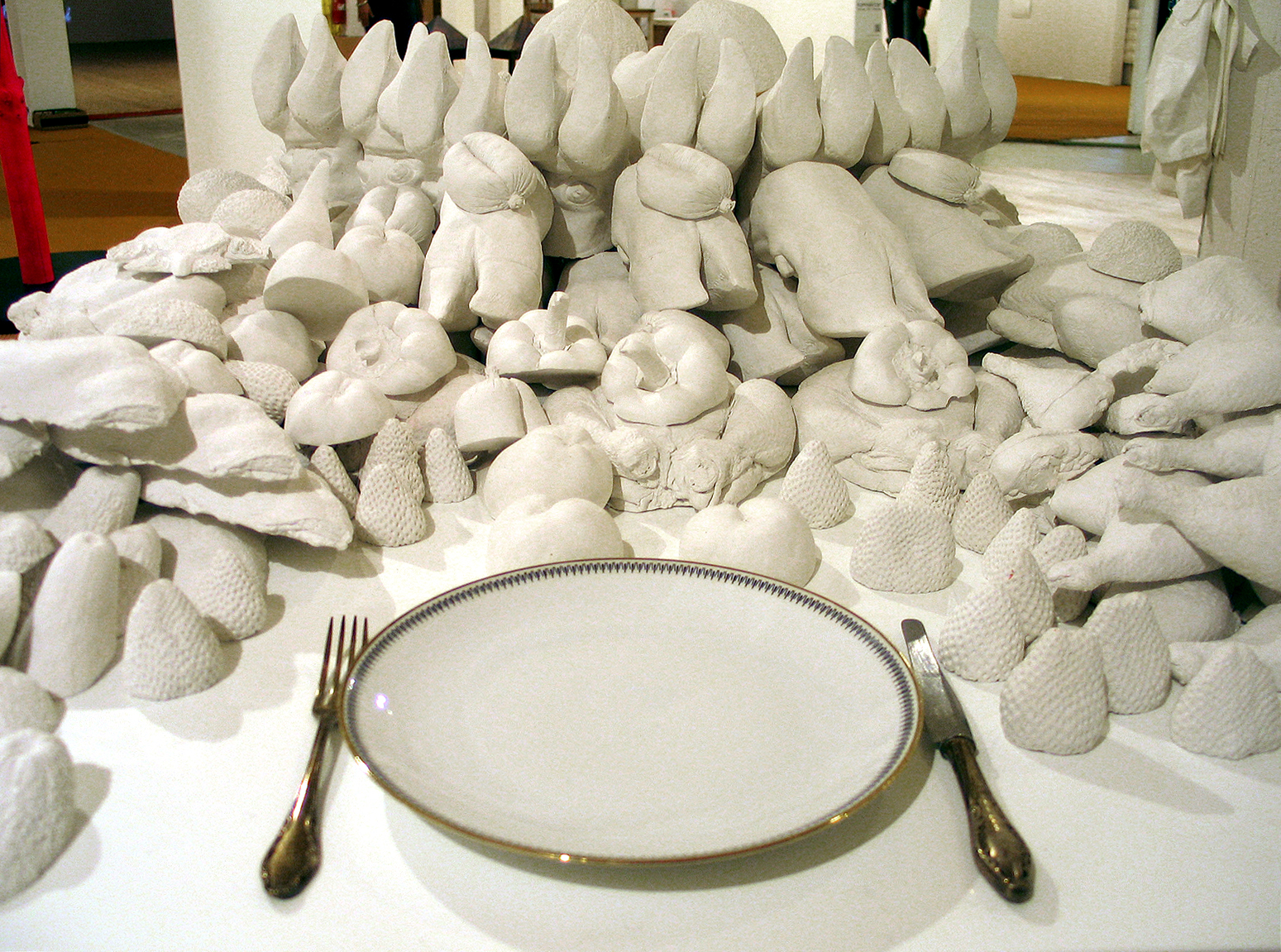
„Rein Weiß“ angerichtet: Vegetarische und Köstlichkeiten von Paarhufern auf der Art-(f)-air 2012

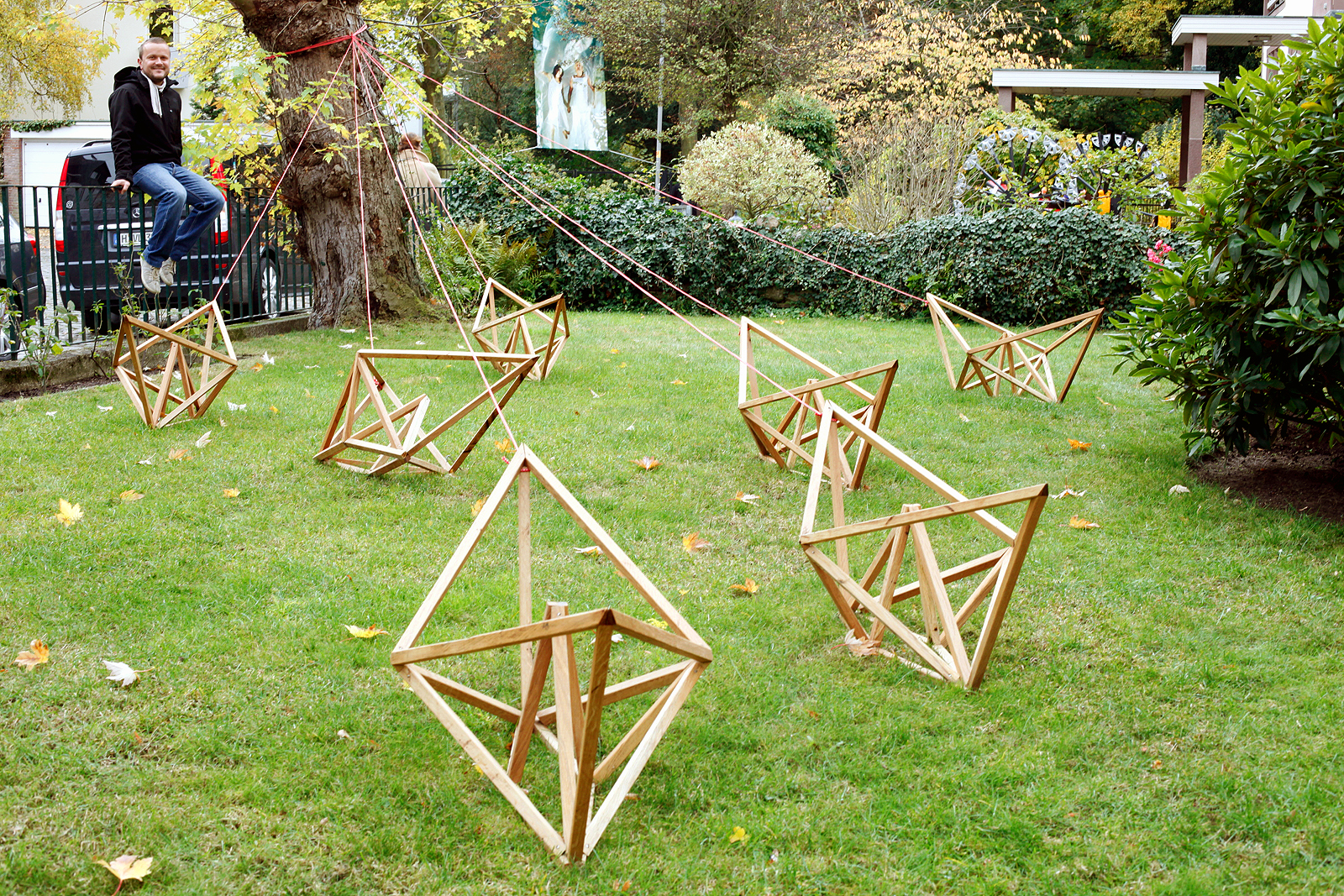
Hafen in der Gemeinschaftsausstellung Wintergärten V - H2O in der Güntherstraße in Hannover-Waldhausen als öffentlichen Raum

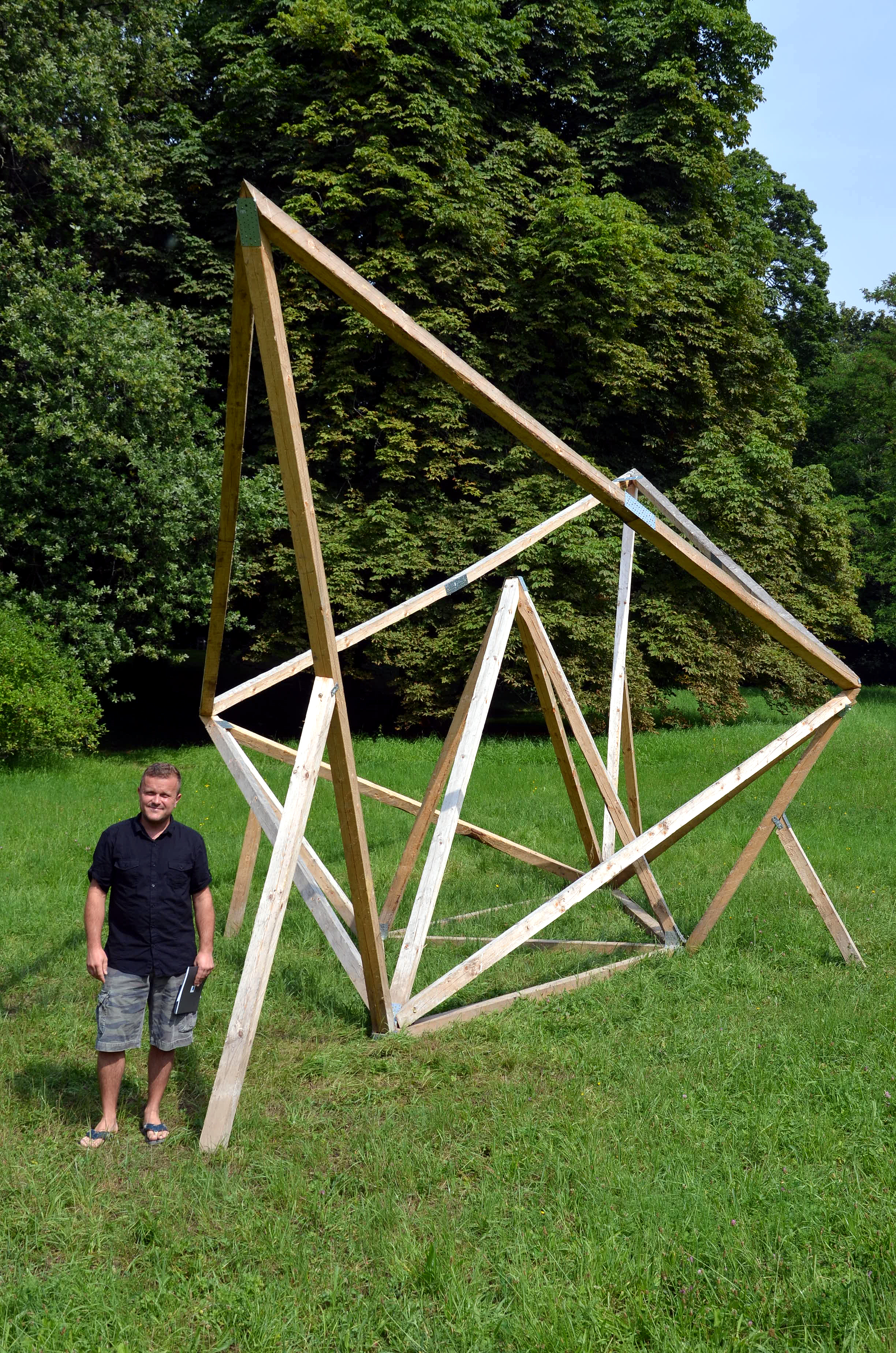
War zuvor auf Schloss Landestrost installiert: Die Arche, hier auf der Ausstellung WasserKunst: Zwischen Deich und Teich im August 2013 im historischen Park vom Edelhof Ricklingen

Edin Bajrić (* 1980 in Bosanska Dubica, SFR Jugoslawien) ist ein bosnisch-herzegowinischer Künstler. Der ehemalige Kriegsflüchtling lebt und arbeitet heute in Hannover.

## Leben
Aufgewachsen in einem kleinen Ort im damaligen Jugoslawien, floh Edin Bajrić nach Beginn des sogenannten Bosnienkrieges als Kriegsflüchtling mit seinen Eltern und seinen beiden Geschwistern in eine „vorläufige, allzeit gefährdete Sicherheit“ nach Deutschland: Dreizehn Jahre lang kämpfte die Familie in Hannover um ein permanentes Bleiberecht. Dieser „zermürbende Kampf“, dokumentiert in dem 2008 entstandenen Videofilm Passport, „mit wechselnden Pässen und immer neuen Stempeln für kurzfristige Aufenthaltsgenehmigungen“, rettete der Familie „am Ende mit großer Wahrscheinlichkeit das Leben.“
Edin Bajrić legte in Hannover sein Abitur ab und begann 2002 sein Studium der Bildenden Kunst an der Fachhochschule Hannover (FH) mit den Schwerpunkten Malerei und Multimedia. Währenddessen beschäftigte er sich unter den Professoren Sigrun Jakubaschke, Verena Vernunft und Helen Koriath künstlerisch mit den Schrecken des Balkankrieges. Nachdem er 2004 erstmals wieder seinen Geburtsort besucht hatte, wurde er 2007 mit dem DAAD-Preis „für soziales Engagement“ durch die FH ausgezeichnet, schloss 2007 sein Studium mit dem Diplom und wurde 2008 Meisterschüler bei Vera Vernunft.
Die Gefühls- und Gedankenwelt von Edin Bajrić, seine traumatisierenden Erlebnisse von Flucht und Vertreibung, die Geborgenheiten seiner Kindheit in der Familie – Ambivalenzen zwischen glücklichen und schrecklichen Erinnerungen bestimmen die Arbeiten des Künstlers: Bajrić „arbeitet situativ und autobiographisch: Erst ist die Idee da, dann wird das ideale Medium für die Umsetzung gesucht. Flucht, Wanderung, Neuverortung – Momente der Bewegung“ durchziehen das künstlerische Werk, „neben Videofilmen auch Fotoreihen, Malerei, Plastiken, Performances und Installationen“.
Seine bereits auf Schloss Landestrost gezeigte Installation Arche baute er ebenfalls in der Gemeinschaftsausstellung WasserKunst: Zwischen Deich und Teich auf, im August 2013 durch die Kuratorin Dagmar Brand präsentiert in der historischen Parkanlage vom Edelhof Ricklingen. Im Ausstellungskatalog kommentierte der Künstler: „Wenn ich eine Arche bauen würde, dann in Form eines Papierschiffes.“

## Ausstellungen und Projekte (Auswahl)
Sofern nicht anders angegeben, sind die Angaben dem Katalog Edin Bajrić. „Zwischen Tag und Traum“ (siehe Literatur) entnommen. Einzelausstellungen sind mit E gekennzeichnet, ein eigenständiger Ausstellungskatalog mit K:

### Ausstellungen
2020:
- INERS, metavier – Galerie vom Anfang und Ende, Hannover (E)[6]
- Wanderung, Sigwardskirche, Wunstorf-Idensen (E)[7]

2019:
- Wanderung, Galerie j3fm, Hannover (E)[8]

2018:
- körperlich(t), Fonis Galerie, Düsseldorf[9]

2017
- PASSPORT, OHN|MACHT, Werkstadt Berlin e.V., Berlin[10]

2016:
- Blaue Stunde VII, Alte Feuerwache, Köln[11]
- Fremd, Galerie Rohde und Lanfer, Hannover[12]

2013:
- WasserKunst: Zwischen Deich und Teich, Edelhof Ricklingen, Hannover (K)
- Zwischen Tag und Traum, Kunstverein Neustadt am Rübenberge (E, K)
- Blaue Stunde, Köln (K)

2012:
- Wintergärten V, Hannover (K)
- Strömungen, Städtische Galerie Wollhalle, Güstrow (K)
- 2nd Yokogawa-International-Benefiz-Art-Festival, Hiroshima/Japan
- Ambientarte, Pinacoteca Comunale D’Arte Contemporanea Gaeta, Italien (K)
- zum Glück, Museum Zündorfer Wehrturm, Köln (K)
- 8th Berlin International Directors Lounge, Berlin

2011:
- 6. Bijenala Minijature, Tuzla/Bosnien und Herzegowina (K)
- Kunstbox, Dortmund (K)
- Pixelpops, Nouvel Organen, Paris (K)
- Terra Incognita, Atlanta Galerie, Dresden (K)
- UAMO art festival, München (K)
- Springhouse, Dresden

2010:
- Die Reise, Kolumbarium, Hannover (E)
- Moderne Narzis, Galeria Lunar, Hannover (E, K)
- Teile des Ganzen, Kunsthaus Nürnberg

2009:
- C.A.R. contemporary art ruhr, Galerie Per - Seh, Essen (K)
- Antike und Avantgarde, Art Festival, Chersones/Ukraine
- Himmlisch, Galerie Arche, Hameln
- Was uns antreibt, Haus der Kunst, München (K)

2008:
- Camp Hiroshima, Hiroshima (K)
- Ostrale 2008, Dresden (K)
- Wo es lang geht, Galerie Per - Seh (K)
- Fluchten, Künstlerverein Walkmühle, Wiesbaden (K)
- Camp Berlin, Berlin (K)

### Projekte

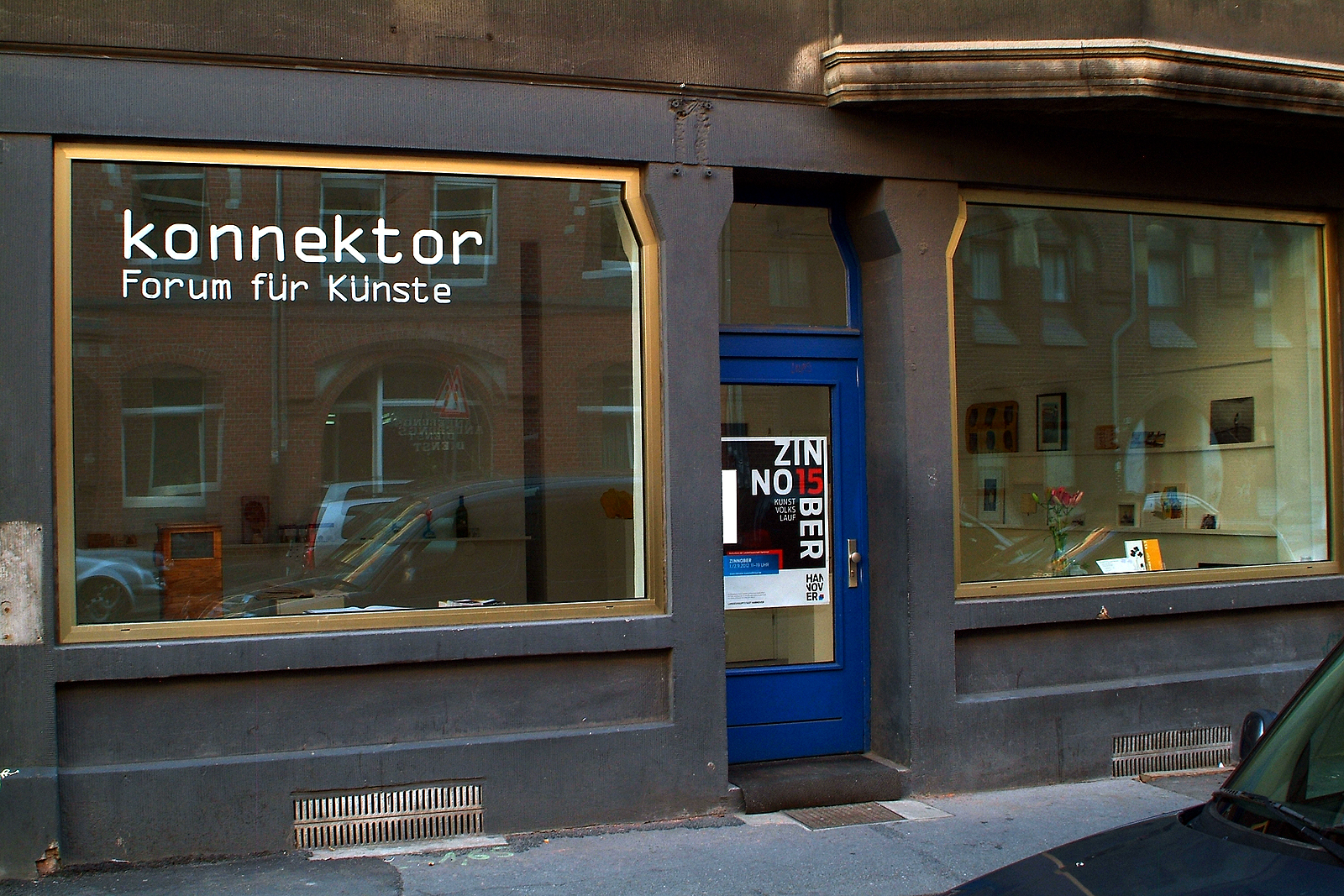
Die 2011 gegründete Galerie Konnektor – Forum für Künste im Kötnerholzweg 11 in Hannover-Linden-Nord, hier während des 15. Zinnober-Kunstvolkslaufes

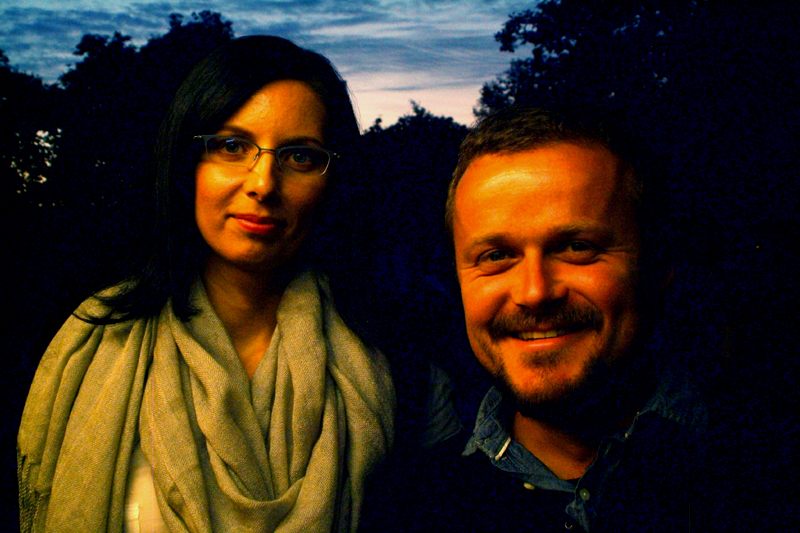
Edin Bajrić mit seiner Ex-Kommilitonin und Ko-Initiatorin des Konnektors, Helena Gaikalowa

2018: Passport. Bitte! - ein Kunstprojekt zur Förderung der kulturellen Integration für Menschen mit und ohne Fluchterfahrung
2015: Unter meinem Dach... - ein Kunstprojekt für Kinder und Jugendliche
2011: Gründung der Galerie Konnektor – Forum für Künste, Hannover

2010: Mitgründer der Initiative Kunst und Warum e.V., Hannover

## Auszeichnungen
2007: DAAD-Preis der Fachhochschule Hannover für soziales Engagement